# Asplenium tenuisectifolia
Asplenium tenuisectifolia är en svartbräkenväxtart som beskrevs av Gepp. Asplenium tenuisectifolia ingår i släktet Asplenium och familjen Aspleniaceae. Inga underarter finns listade.